# Sasha Son
Sasha Son, pseudonimo di Dmitrij Šavrov, noto anche come Sasha Song (in russo Дмитрий Шавров?; Vilnius, 18 settembre 1983), è un cantante pop lituano con cittadinanza russa.

## Biografia
Inizia la propria carriera a 12 anni. E', fino ad ora, il più giovane cantante ad essersi aggiudicato il Bravo, concorso canoro a cui ha partecipato con la canzone Mama.
Nel 2009, dopo aver vinto le selezioni nazionali, rappresenta la Lituania all'Eurovision Song Contest con la canzone Love, riuscendosi a qualificare per la finale.

## Discografia

### Album in studio
- 1995 – Svajonių laivas
- 2010 – Dima Šavrovas

### Singoli
- 2007 – Miss Kiss
- 2009 – Pasiklydęs žmogus/Love
- 2010 – Say Yes to Life (con Nora)
- 2011 – The Slogan of Our Nation
- 2011 – Best Friends (con Donny Montell)
- 2014 – Last Date
- 2016 – I Just Wanna See You Move
- 2017 – Never Felt like This Before
- 2022 – Bad Boy